# Xancaltitla
Xancaltitla är en ort i Mexiko.   Den ligger i kommunen Atlapexco och delstaten Hidalgo, i den sydöstra delen av landet, 190 km norr om huvudstaden Mexico City. Xancaltitla ligger 639 meter över havet och antalet invånare är 196.
Terrängen runt Xancaltitla är huvudsakligen kuperad. Xancaltitla ligger uppe på en höjd. Runt Xancaltitla är det ganska tätbefolkat, med 96 invånare per kvadratkilometer. Närmaste större samhälle är Huejutla de Reyes, 18,9 km norr om Xancaltitla. I omgivningarna runt Xancaltitla växer i huvudsak städsegrön lövskog.